# Olympique Lyonnais 2014-2015
Questa voce raccoglie le informazioni riguardanti l'Olympique Lyonnais nelle competizioni ufficiali della stagione 2014-2015.

## Stagione
In seguito ai risultati deludenti della stagione precedente, la dirigenza solleva Rémi Garde dall'incarico di allenatore e affida la panchina del Lione a Hubert Fournier. Ex giocatore dell'OL alla fine degli anni Novanta, Fournier è reduce da una lunga esperienza sulla panchina del Reims con cui ha conquistato la promozione in Ligue 1 nella stagione 2011-2012.
In campionato il Lione arriva secondo, alle spalle del Paris Saint-Germain, e si qualifica alla fase a gironi di Champions League 2015-2016. In Coppa di Francia la squadra viene eliminata ai sedicesimi di finale dal Nantes. In Coupe de la Ligue l'OL perde agli ottavi di finale contro il Monaco ai tiri di rigore. In Europa League i francesi vengono sconfitti ai play-off dai romeni dell'Astra Giurgiu grazie alla regola dei gol fuori casa.

## Maglie e sponsor
Lo sponsor tecnico per la stagione 2014-2015 è Adidas, mentre lo sponsor ufficiale è Hyundai Motor Company. La prima maglia è bianca con righe orizzontali sottili blu, calzoncini e calzettoni bianchi. La seconda maglia è blu e azzurra con banda trasversale coordinata, calzoncini azzurri e calzettoni blu. La terza maglia (impiegata nelle partite internazionali) è sulla tonalità del nero ed è sponsorizzata Veolia Environnement.
| Casa | Trasferta | Terza divisa |

## Organigramma societario
Area direttiva
- Presidente: Jean-Michel Aulas
- Consigliere: Bernard Lacombe
- Amministratore delegato: Thierry Sauvage
- Direttore generale: Emmanuelle Sarrabay

Area organizzativa
- Segretario generale: Patrick Iliou

Area comunicazione
- Responsabile: Olivier Blanc
- Ufficio stampa: Pierre Bideau

Area marketing
- Ufficio marketing: Vincent-Baptiste Closon

Area tecnica
- Direttore sportivo: Guy Genet
- Allenatore: Hubert Fournier
- Allenatore in seconda: Bruno Génésio
- Collaboratori tecnici: Michel Audrain, Gérard Baticle
- Preparatori atletici: Guy Genet, Jérôme Renaud, Dimitri Farbos, Antonin Da Fonseca
- Preparatore dei portieri: Joël Bats

Area sanitaria
- Medico sociale: Emmanuel Orhant
- Massaggiatori: Abdeljelil Redissi, Sylvain Rousseau, Patrick Perret, Alexandre Marles

### Rosa
| N. |                         | Ruolo | Calciatore          |
| -- | ----------------------- | ----- | ------------------- |
| 1  | Portogallo (bandiera)   | P     | Anthony Lopes       |
| 2  | Francia (bandiera)      | D     | Mehdi Zeffane       |
| 3  | Camerun (bandiera)      | D     | Henri Bedimo        |
| 4  | Burkina Faso (bandiera) | D     | Bakary Koné         |
| 5  | Serbia (bandiera)       | D     | Milan Biševac       |
| 6  | Francia (bandiera)      | C     | Gueïda Fofana       |
| 7  | Francia (bandiera)      | C     | Clément Grenier     |
| 8  | Francia (bandiera)      | C     | Yoann Gourcuff      |
| 10 | Francia (bandiera)      | A     | Alexandre Lacazette |
| 11 | Francia (bandiera)      | C     | Rachid Ghezzal      |
| 12 | Francia (bandiera)      | C     | Jordan Ferri        |
| 13 | Francia (bandiera)      | D     | Christophe Jallet   |
| 14 | Francia (bandiera)      | D     | Mouhamadou Dabo     |
| 16 | Svizzera (bandiera)     | P     | Jeremy Frick        |
| 17 | Francia (bandiera)      | C     | Steed Malbranque    |
| 18 | Francia (bandiera)      | C     | Nabil Fekir         |

| N. |                    | Ruolo | Calciatore                 |
| -- | ------------------ | ----- | -------------------------- |
| 19 | Francia (bandiera) | A     | Mohamed Yattara            |
| 20 | Francia (bandiera) | A     | Clinton N'Jie              |
| 21 | Francia (bandiera) | C     | Maxime Gonalons (capitano) |
| 22 | Francia (bandiera) | D     | Lindsay Rose               |
| 23 | Francia (bandiera) | D     | Samuel Umtiti              |
| 24 | Francia (bandiera) | C     | Corentin Tolisso           |
| 25 | Francia (bandiera) | A     | Yassine Benzia             |
| 26 | Francia (bandiera) | C     | Gaël Danic                 |
| 27 | Francia (bandiera) | A     | Maxwel Cornet              |
| 28 | Francia (bandiera) | C     | Arnold Mvuemba             |
| 29 | Francia (bandiera) | C     | Farès Bahlouli             |
| 30 | Francia (bandiera) | P     | Mathieu Gorgelin           |
| 32 | Francia (bandiera) | A     | Zakarie Labidi             |
| 44 | Francia (bandiera) | D     | Romaric N'Gouma            |
|    | Mali (bandiera)    | C     | Sidy Koné                  |

## Calciomercato

### Sessione estiva(dal 10/6 all'1/9)
| Acquisti | Acquisti          | Acquisti     | Acquisti                   |
| R.       | Nome              | da           | Modalità                   |
| -------- | ----------------- | ------------ | -------------------------- |
| D        | Christophe Jallet | Paris SG     | definitivo (750.000 €)     |
| D        | Alassane Pléa     | Auxerre      | fine prestito              |
| D        | Lindsay Rose      | Valenciennes | definitivo (1,8 milioni €) |
| A        | Mohamed Yattara   | Angers       | fine prestito              |

| Cessioni | Cessioni             | Cessioni         | Cessioni               |
| R.       | Nome                 | a                | Modalità               |
| -------- | -------------------- | ---------------- | ---------------------- |
| P        | Rémy Vercoutre       |                  | svincolato             |
| D        | Miguel Lopes         | Sporting Lisbona | fine prestito          |
| D        | Mouhamadou-Naby Sarr | Sporting Lisbona | definitivo             |
| C        | Jimmy Briand         |                  | svincolato             |
| C        | Alassane Pléa        | Nizza            | definitivo (500.000 €) |
| A        | Bafétimbi Gomis      |                  | svincolato             |

### Sessione invernale(dal 3/1 al 2/2)
| Acquisti | Acquisti      | Acquisti | Acquisti   |
| R.       | Nome          | da       | Modalità   |
| -------- | ------------- | -------- | ---------- |
| A        | Maxwel Cornet | Metz     | definitivo |

| Cessioni | Cessioni   | Cessioni | Cessioni   |
| R.       | Nome       | a        | Modalità   |
| -------- | ---------- | -------- | ---------- |
| C        | Gaël Danic |          | svincolato |

## Risultati

### Ligue 1

#### Girone d'andata
| Arbitro: | Millot |

|                                     |           |  |
| Malbranque 64’ Lacazette 74’ (rig.) | Marcatori |  |

| Arbitro: | Varela |

|                               |           |               |
| Akpa-Akpro 10’ Ben Yedder 45’ | Marcatori | 75’ Lacazette |

| Arbitro: | Jaffredo |

|  |           |                   |
|  | Marcatori | 11’ Nomenjanahary |

| Arbitro: | Buquet |

|                                 |           |               |
| N'Gbakoto 82’ (rig.) Falcón 86’ | Marcatori | 68’ Lacazette |

| Arbitro: | Bastien |

|                       |           |             |
| Fekir 30’ Tolisso 74’ | Marcatori | 39’ Ocampos |

| Arbitro: | Buquet |

|            |           |            |
| Cavani 20’ | Marcatori | 84’ Umtiti |

| Arbitro: | Moreira |

|                                       |           |  |
| Lacazette 5’ Fekir 39’, 68’ N'Jie 50’ | Marcatori |  |

| Arbitro: | Rainville |

|                     |           |             |
| Veretout 73’ (rig.) | Marcatori | 51’ B. Koné |

| Arbitro: | Turpin |

|                         |           |  |
| Lacazette 39’, 45’, 84’ | Marcatori |  |

| Arbitro: | Varela |

|                                                          |           |           |
| Gourcuff 36’, 47’ Fekir 38’ Lacazette 82’ Malbranque 88’ | Marcatori | 54’ Tiéné |

| Arbitro: | Jaffredo |

|              |           |  |
| Gourcuff 65’ | Marcatori |  |

| Arbitro: | Delerue |

|          |           |                                     |
| Puel 51’ | Marcatori | 64’ Malbranque 80’, 90+4’ Lacazette |

| Arbitro: | Millot |

|                             |           |                    |
| Lacazette 7’ Fekir 20’, 87’ | Marcatori | 45+1’ (aut.) Lopes |

| Furiani 22 novembre 2014, ore 17:00 CET 14ª giornata | Bastia  | 0 – 0 referto | Olympique Lione | Stade Armand Cesari (12.349 spett.)\| Arbitro: \| Bastien \| |
| Arbitro:                                             | Bastien |               |                 |                                                              |

| Arbitro: | Turpin |

|                                         |           |  |
| Sall 18’ van Wolfswinkel 40’ Cohade 68’ | Marcatori |  |

| Arbitro: | Ennjimi |

|                                 |           |               |
| Tolisso 6’ Placide 90+1’ (aut.) | Marcatori | 36’ Moukandjo |

| Arbitro: | Chapron |

|                  |           |                                        |
| Barbosa 28’, 64’ | Marcatori | 62’ Benzia 81’, 90+4’ (rig.) Lacazette |

| Arbitro: | Varela |

|                                     |           |  |
| Lacazette 7’ (rig.), 57’ Benzia 62’ | Marcatori |  |

| Arbitro: | Buquet |

|  |           |                                                    |
|  | Marcatori | 39’, 90’ Lacazette 56’ Tolisso 81’ Fekir 86’ Ferri |

#### Girone di ritorno
| Arbitro: | Kalt |

|                              |           |  |
| Lacazette 14’, 27’ Fekir 48’ | Marcatori |  |

| Arbitro: | Delerue |

|  |           |                                        |
|  | Marcatori | 22’ (aut.) Gbamin 26’ (rig.) Lacazette |

| Arbitro: | Thual |

|                                  |           |  |
| Lacazette 31’ (rig.) Tolisso 83’ | Marcatori |  |

| Principato di Monaco 1º febbraio 2015, ore 21:00 CET 23ª giornata | Monaco | 0 – 0 referto | Olympique Lione | Stade Louis II (7.161 spett.)\| Arbitro: \| Millot \| |
| Arbitro:                                                          | Millot |               |                 |                                                       |

| Arbitro: | Turpin |

|           |           |                        |
| N'Jie 31’ | Marcatori | 69’ (rig.) Ibrahimovic |

| Arbitro: | Lannoy |

|          |           |           |
| Ayew 50’ | Marcatori | 78’ N'Jie |

| Arbitro: | Fautrel |

|           |           |  |
| Fekir 67’ | Marcatori |  |

| Arbitro: | Jaffredo |

|                     |           |            |
| Gueye 56’ Lopes 60’ | Marcatori | 2’ Tolisso |

| Arbitro: | Delerue |

|            |           |                                                   |
| Barrios 6’ | Marcatori | 30’, 90+4’ Lacazette 40’, 72’ Fekir 90+1’ Tolisso |

| Marsiglia 15 marzo 2015, ore 21:00 CET 29ª giornata | Olympique Marsiglia | 0 – 0 referto | Olympique Lione | Stade Vélodrome (62.832 spett.)\| Arbitro: \| Bastien \| |
| Arbitro:                                            | Bastien             |               |                 |                                                          |

| Arbitro: | Gautier |

|              |           |                          |
| Gonalons 56’ | Marcatori | 23’ Eduardo 86’ Eysseric |

| Arbitro: | Turpin |

|             |           |                                          |
| Beauvue 80’ | Marcatori | 26’ Fekir 39’ (rig.) Lacazette 61’ N'Jie |

| Arbitro: | Jaffredo |

|                           |           |  |
| Yattara 76’ Lacazette 85’ | Marcatori |  |

| Arbitro: | Ennjimi |

|                      |           |                               |
| N'Jie 24’ Jallet 48’ | Marcatori | 31’ (rig.) Gradel 45’ Hamouma |

| Arbitro: | Fautrel |

|                              |           |                                                        |
| Peuget 13’ Charbonnier 90+2’ | Marcatori | 2’ Tolisso 6’ Lacazette 19’ N'Jie 90’ (aut.) Tacalfred |

| Arbitro: | Bastien |

|                                  |           |  |
| Grenier 21’ Lacazette 38’ (rig.) | Marcatori |  |

| Arbitro: | Rainville |

|                             |           |  |
| Benezet 41’, 44’ Privat 85’ | Marcatori |  |

| Arbitro: | Millot |

|          |           |             |
| Fekir 9’ | Marcatori | 3’ Crivelli |

| Arbitro: | Kalt |

|  |           |           |
|  | Marcatori | 86’ N'Jie |

### Coppa di Francia

#### Fase a eliminazione diretta
| Arbitro: | Fautrel |

|                                       |           |                                        |
| El Jadeyaoui 76’ (rig.) Coulibaly 90’ | Marcatori | 5’ Fekir 14’ (rig.) Lacazette 30’ Dabo |

| Arbitro: | Jaffredo |

|                      |           |                        |
| Bessat 19’, 21’, 88’ | Marcatori | 5’ Lacazette 59’ Fekir |

### Coppa di Lega

#### Fase a eliminazione diretta
| Arbitro: | Gautier |

|                                                 |                      |                                              |
| Lacazette 105’                                  | Marcatori            | 97’ Ferreira Carrasco                        |
| Gonalons Lacazette Ghezzal B. Koné Umtiti Ferri | Tiri di rigore 4 – 5 | Toulalan Lopez Martial Fabinho Silva Ocampos |

### Europa League

#### Turni preliminari
| Arbitro: | Welz |

|          |           |                                         |
| Rosa 66’ | Marcatori | 9’, 47’ Yattara 36’ Gonalons 67’ Umtiti |

| Arbitro: | Klossner |

|                         |           |                  |
| Lacazette 58’ N'Jie 89’ | Marcatori | 71’ (rig.) Milla |

| Arbitro: | Gómez |

|                |           |                              |
| Malbranque 25’ | Marcatori | 72’ Fatai 81’ (rig.) Budescu |

| Arbitro: | Karasëv |

|  |           |           |
|  | Marcatori | 23’ Ferri |

## Statistiche

### Statistiche di squadra
| Competizione     | Punti | In casa | In casa | In casa | In casa | In casa | In casa | In trasferta | In trasferta | In trasferta | In trasferta | In trasferta | In trasferta | Totale | Totale | Totale | Totale | Totale | Totale | DR  |
| Competizione     | Punti | G       | V       | N       | P       | Gf      | Gs      | G            | V            | N            | P            | Gf           | Gs           | G      | V      | N      | P      | Gf     | Gs     | DR  |
| ---------------- | ----- | ------- | ------- | ------- | ------- | ------- | ------- | ------------ | ------------ | ------------ | ------------ | ------------ | ------------ | ------ | ------ | ------ | ------ | ------ | ------ | --- |
| Ligue 1          | 75    | 19      | 14      | 3       | 2       | 40      | 10      | 19           | 8            | 6            | 5            | 32           | 22           | 38     | 22     | 9      | 7      | 72     | 33     | +39 |
| Coppa di Francia | -     | -       | -       | -       | -       | -       | -       | 2            | 1            | 0            | 1            | 5            | 5            | 2      | 1      | 0      | 1      | 5      | 5      | 0   |
| Coppa di Lega    | -     | 1       | 0       | 1       | 0       | 1       | 1       | 0            | 0            | 0            | 0            | 0            | 0            | 1      | 0      | 1      | 0      | 1      | 1      | 0   |
| Europa League    | -     | 2       | 1       | 0       | 1       | 3       | 3       | 2            | 2            | 0            | 0            | 5            | 1            | 4      | 3      | 0      | 1      | 8      | 4      | +4  |
| Totale           | -     | 22      | 15      | 4       | 3       | 44      | 15      | 23           | 11           | 6            | 6            | 42           | 28           | 45     | 26     | 10     | 9      | 86     | 43     | +43 |

### Andamento in campionato
| Giornata  | 1 | 2  | 3  | 4  | 5  | 6  | 7 | 8  | 9 | 10 | 11 | 12 | 13 | 14 | 15 | 16 | 17 | 18 | 19 | 20 | 21 | 22 | 23 | 24 | 25 | 26 | 27 | 28 | 29 | 30 | 31 | 32 | 33 | 34 | 35 | 36 | 37 | 38 |
| --------- | - | -- | -- | -- | -- | -- | - | -- | - | -- | -- | -- | -- | -- | -- | -- | -- | -- | -- | -- | -- | -- | -- | -- | -- | -- | -- | -- | -- | -- | -- | -- | -- | -- | -- | -- | -- | -- |
| Luogo     | C | T  | C  | T  | C  | T  | C | T  | C | C  | C  | T  | C  | T  | T  | C  | T  | C  | T  | C  | T  | C  | T  | C  | T  | C  | T  | T  | T  | C  | T  | C  | C  | T  | C  | T  | C  | T  |
| Risultato | V | P  | P  | P  | V  | N  | V | N  | V | V  | V  | V  | V  | N  | P  | V  | V  | V  | V  | V  | V  | V  | N  | N  | N  | V  | P  | V  | N  | P  | V  | V  | N  | V  | V  | P  | N  | V  |
| Posizione | 2 | 10 | 13 | 17 | 13 | 12 | 8 | 10 | 6 | 4  | 3  | 3  | 3  | 3  | 3  | 3  | 3  | 3  | 2  | 1  | 1  | 1  | 1  | 1  | 1  | 1  | 1  | 1  | 1  | 2  | 2  | 1  | 2  | 2  | 2  | 2  | 2  | 2  |

Fonte:  Classements, su lfp.fr, LFP.
Legenda:

Luogo: C = Casa; T = Trasferta. Risultato: V = Vittoria; N = Pareggio; P = Sconfitta.

### Statistiche dei giocatori
| Giocatore     | Ligue 1  | Ligue 1 | Ligue 1     | Ligue 1    | Coupe de France Coupe de la Ligue | Coupe de France Coupe de la Ligue | Coupe de France Coupe de la Ligue | Coupe de France Coupe de la Ligue | Europa League | Europa League | Europa League | Europa League | Totale   | Totale | Totale      | Totale     |
| Giocatore     | Presenze | Reti    | Ammonizioni | Espulsioni | Presenze                          | Reti                              | Ammonizioni                       | Espulsioni                        | Presenze      | Reti          | Ammonizioni   | Espulsioni    | Presenze | Reti   | Ammonizioni | Espulsioni |
| ------------- | -------- | ------- | ----------- | ---------- | --------------------------------- | --------------------------------- | --------------------------------- | --------------------------------- | ------------- | ------------- | ------------- | ------------- | -------- | ------ | ----------- | ---------- |
| F. Bahlouli   | 4        | 0       | 0           | 0          | 0                                 | 0                                 | 0                                 | 0                                 | 2             | 0             | 0             | 0             | 6        | 0      | 0           | 0          |
| H. Bedimo     | 27       | 0       | 4           | 0          | 0+1                               | 0                                 | 0+1                               | 0                                 | 2             | 0             | 0             | 0             | 30       | 0      | 5           | 0          |
| Y. Benzia     | 10       | 2       | 0           | 0          | 0+1                               | 0                                 | 0                                 | 0                                 | 2             | 0             | 0             | 0             | 13       | 2      | 0           | 0          |
| M. Biševac    | 13       | 0       | 4           | 0          | 1+0                               | 0                                 | 0                                 | 0                                 | 1             | 0             | 0             | 0             | 15       | 0      | 4           | 0          |
| M. Cornet     | 4        | 0       | 0           | 0          | -                                 | -                                 | -                                 | -                                 | -             | -             | -             | -             | 4        | 0      | 0           | 0          |
| M. Dabo       | 13       | 0       | 5           | 0          | 2+0                               | 1+0                               | 0                                 | 0                                 | 0             | 0             | 0             | 0             | 15       | 1      | 5           | 0          |
| G. Danic      | 1        | 0       | 0           | 0          | 0                                 | 0                                 | 0                                 | 0                                 | 1             | 0             | 0             | 0             | 2        | 0      | 0           | 0          |
| T. Defourny   | 0        | 0       | 0           | 0          | 0                                 | 0                                 | 0                                 | 0                                 | 0             | 0             | 0             | 0             | 0        | 0      | 0           | 0          |
| N. Fekir      | 34       | 13      | 7           | 0          | 2+1                               | 2+0                               | 0                                 | 0                                 | 2             | 0             | 1             | 0             | 39       | 15     | 8           | 0          |
| J. Ferri      | 35       | 1       | 7           | 0          | 2+1                               | 0                                 | 0                                 | 0                                 | 4             | 1             | 0             | 0             | 42       | 2      | 7           | 0          |
| G. Fofana     | 2        | 0       | 0           | 0          | 0                                 | 0                                 | 0                                 | 0                                 | 0             | 0             | 0             | 0             | 2        | 0      | 0           | 0          |
| J. Frick      | 0        | 0       | 0           | 0          | 0                                 | 0                                 | 0                                 | 0                                 | 0             | 0             | 0             | 0             | 0        | 0      | 0           | 0          |
| R. Ghezzal    | 18       | 0       | 0           | 0          | 2+1                               | 0                                 | 0                                 | 0                                 | 2             | 0             | 0             | 0             | 23       | 0      | 0           | 0          |
| M. Gonalons   | 35       | 1       | 7           | 0          | 2+1                               | 0                                 | 0                                 | 0                                 | 4             | 1             | 2             | 0             | 42       | 2      | 9           | 0          |
| M. Gorgelin   | 0        | 0       | 0           | 0          | 0                                 | 0                                 | 0                                 | 0                                 | 0             | 0             | 0             | 0             | 0        | 0      | 0           | 0          |
| Y. Gourcuff   | 17       | 3       | 0           | 0          | 1+1                               | 0                                 | 0                                 | 0                                 | 0             | 0             | 0             | 0             | 19       | 3      | 0           | 0          |
| C. Grenier    | 6        | 1       | 0           | 0          | 0                                 | 0                                 | 0                                 | 0                                 | 1             | 0             | 0             | 0             | 7        | 1      | 0           | 0          |
| C. Jallet     | 32       | 1       | 6           | 0          | 2+0                               | 0                                 | 0                                 | 0                                 | 4             | 0             | 0             | 0             | 38       | 1      | 6           | 0          |
| B. Koné       | 17       | 1       | 3           | 0          | 0+1                               | 0                                 | 0                                 | 0                                 | 4             | 0             | 2             | 0             | 22       | 1      | 5           | 0          |
| S. Koné       | 0        | 0       | 0           | 0          | 0                                 | 0                                 | 0                                 | 0                                 | 0             | 0             | 0             | 0             | 0        | 0      | 0           | 0          |
| Z. Labidi     | 0        | 0       | 0           | 0          | 0                                 | 0                                 | 0                                 | 0                                 | 0             | 0             | 0             | 0             | 0        | 0      | 0           | 0          |
| A. Lacazette  | 33       | 27      | 6           | 0          | 2+1                               | 2+1                               | 1+0                               | 0                                 | 4             | 1             | 0             | 0             | 40       | 31     | 7           | 0          |
| A. Lopes      | 38       | -33     | 1           | 0          | 2+1                               | -5-1                              | 0                                 | 0                                 | 4             | -4            | 0             | 0             | 45       | -42    | 1           | 0          |
| S. Malbranque | 28       | 3       | 3           | 0          | 2+1                               | 0                                 | 0                                 | 0                                 | 4             | 1             | 0             | 0             | 35       | 4      | 3           | 0          |
| L. Mocio      | 0        | 0       | 0           | 0          | 0                                 | 0                                 | 0                                 | 0                                 | 0             | 0             | 0             | 0             | 0        | 0      | 0           | 0          |
| A. Mvuemba    | 20       | 0       | 1           | 0          | 2+1                               | 0                                 | 0                                 | 0                                 | 3             | 0             | 0             | 0             | 26       | 0      | 1           | 0          |
| L. Nganioni   | 0        | 0       | 0           | 0          | 0                                 | 0                                 | 0                                 | 0                                 | 0             | 0             | 0             | 0             | 0        | 0      | 0           | 0          |
| C. N'Jie      | 30       | 7       | 1           | 0          | 1+0                               | 0                                 | 0                                 | 0                                 | 2             | 1             | 0             | 0             | 33       | 8      | 1           | 0          |
| A. Pléa       | 0        | 0       | 0           | 0          | 0                                 | 0                                 | 0                                 | 0                                 | 0             | 0             | 0             | 0             | 0        | 0      | 0           | 0          |
| L. Rose       | 15       | 0       | 4           | 1          | 1+0                               | 0                                 | 0                                 | 0                                 | 2             | 0             | 2             | 1             | 18       | 0      | 6           | 2          |
| C. Tolisso    | 38       | 7       | 1           | 0          | 2+0                               | 0                                 | 1+0                               | 0                                 | 3             | 0             | 0             | 0             | 43       | 7      | 2           | 0          |
| K. Tsimba     | 0        | 0       | 0           | 0          | 0                                 | 0                                 | 0                                 | 0                                 | 0             | 0             | 0             | 0             | 0        | 0      | 0           | 0          |
| S. Umtiti     | 35       | 1       | 4           | 0          | 2+1                               | 0                                 | 0                                 | 0                                 | 2             | 1             | 1             | 0             | 40       | 2      | 5           | 0          |
| M. Yattara    | 21       | 1       | 0           | 0          | 0                                 | 0                                 | 0                                 | 0                                 | 2             | 2             | 0             | 0             | 23       | 3      | 0           | 0          |
| M. Zeffane    | 4        | 0       | 0           | 0          | 0+1                               | 0                                 | 0                                 | 0                                 | 1             | 0             | 0             | 0             | 6        | 0      | 0           | 0          |